# Julgamento de Eichmann

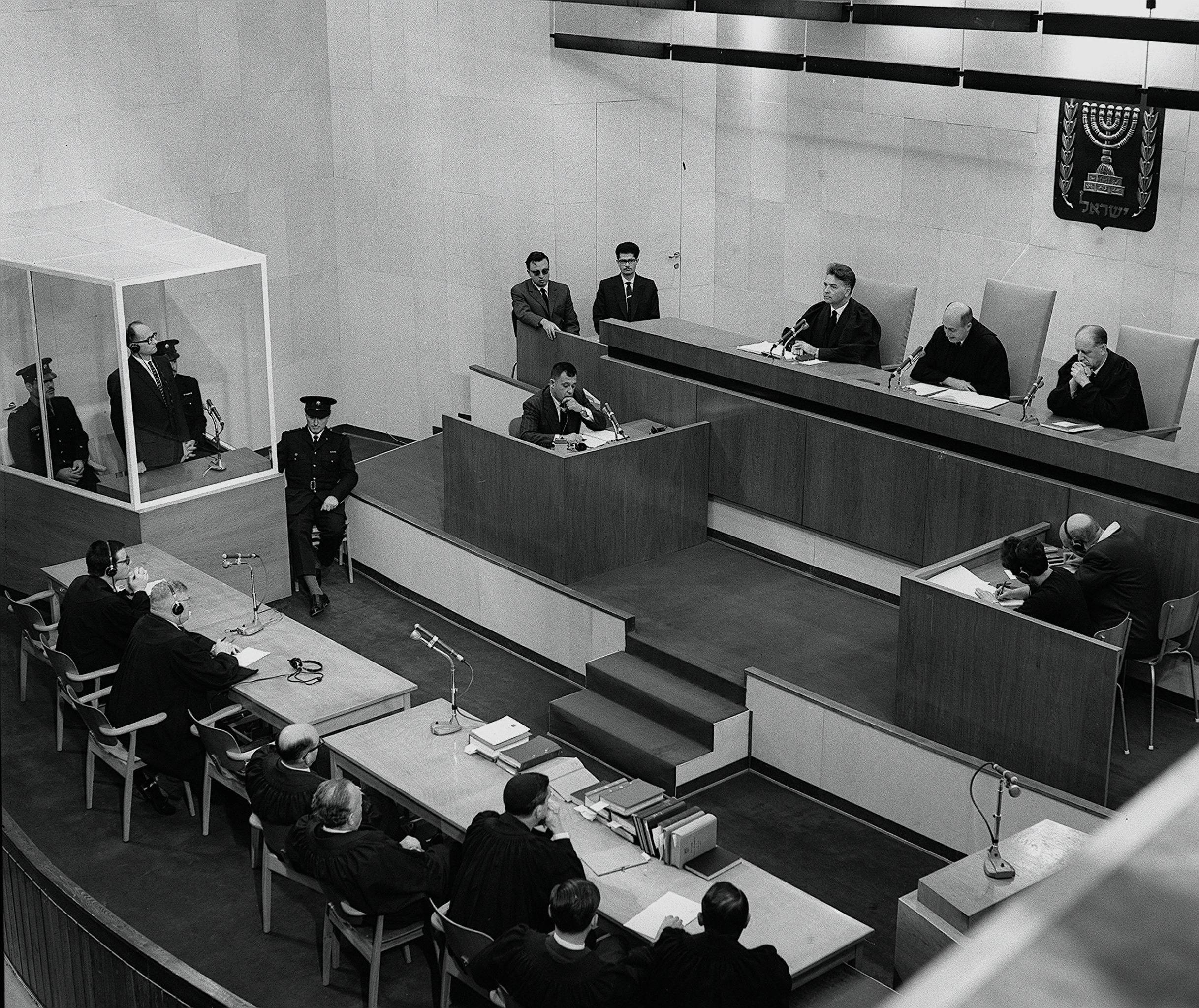
Adolf Eichmann (dentro da cabine de vidro) é condenado à morte pela Suprema Corte de Israel, na conclusão do julgamento.

Em 1960, um dos principais perpetradores do Holocausto, Adolf Eichmann, foi capturado na Argentina por agentes israelenses e levado a Israel para ser julgado. Seu julgamento teve início em 11 de abril de 1961, e foi televisionado e transmitido por todo o mundo, com o objetivo de educar sobre os crimes cometidos contra judeus, que haviam sido secundários aos julgamentos de Nuremberg.
O promotor e procurador-geral Gideon Hausner também tentou objetar a atuação de funcionários judeus, que surgiram nos julgamentos anteriores, mostrando-os, na pior das hipóteses, como vítimas forçadas a cumprir os decretos nazistas, minimizando a "zona cinzenta" do comportamento moralmente questionável.
Hausner escreveu, posteriormente, que os documentos de arquivos disponíveis "teriam sido suficientes para condenar Eichmann mais dez vezes"; no entanto, convocou mais de 100 testemunhas, a maioria delas que nunca conheceu o réu, para fins didáticos.
O advogado de defesa Robert Servatius recusou as ofertas de doze sobreviventes que concordaram em testemunhar pela defesa, contra o que consideravam comportamento imoral de outros judeus.
A filósofa política Hannah Arendt relatou o julgamento em seu livro Eichmann in Jerusalem: A Report on the Banality of Evil (em português: Eichmann em Jerusalém - Um relato sobre a banalidade do mal).
Eichmann foi acusado de quinze violações da Lei (de Punição) Nazista e dos Colaboradores Nazistas. Seu julgamento começou em 11 de abril de 1961, e foi presidido por três juízes: Moshe Landau, Benjamin Halevy e Yitzhak Raveh.
Condenado em todas as acusações, Eichmann foi sentenciado à morte. Ele recorreu a Suprema Corte de Israel, que confirmou as condenações e a sentença. O presidente Yitzhak Ben-Zvi rejeitou o pedido de Eichmann para comutar a sentença. Na única execução judicial de Israel até hoje, Eichmann foi enforcado em 1º de junho de 1962 na prisão de Ramla.

## Contexto

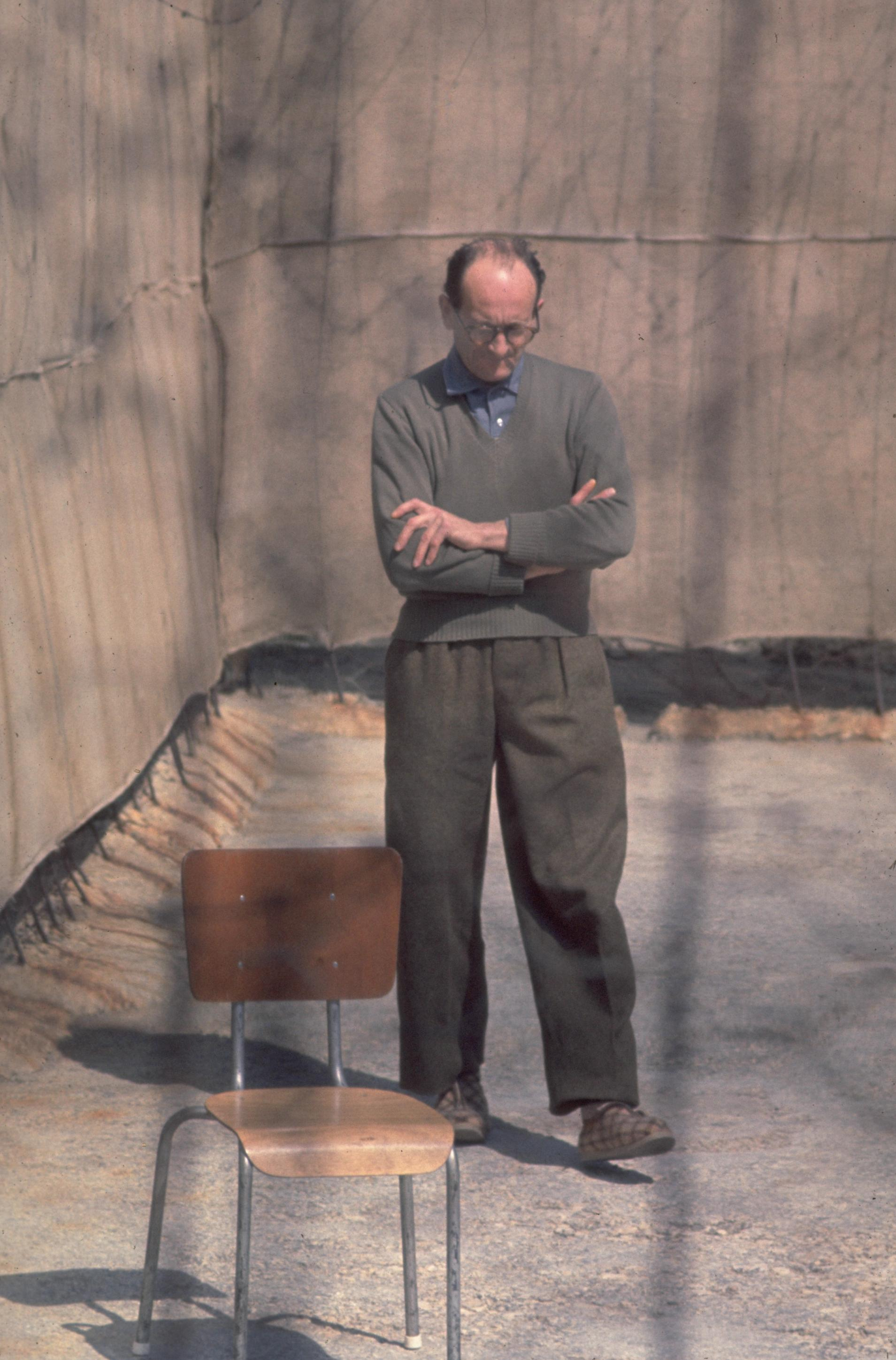
Eichmann no pátio da prisão de Ramla, em 1961.

De 1933 a 1945, os judeus na Europa enfrentaram perseguição sistemática e genocídio pelos nazistas na Alemanha e seus colaboradores no Holocausto. De 1941 a 1945, essa perseguição se intensificou, como parte da Solução Final, um plano para assassinar todos os judeus da Europa, que resultou na morte de cerca de seis milhões judeus.
Eichmann desempenhou um papel determinante na execução do Holocausto. Depois do fim da Segunda Guerra Mundial ele fugiu para a Argentina, onde foi sequestrado por agentes israelenses da Mossad em 1960 e transportado para Jerusalém para ser julgado. Eichmann foi mantido em uma delegacia de polícia fortificada em Yagur, no norte de Israel, durante nove meses antes de seu julgamento.

## Julgamento
O julgamento de Eichmann foi realizado de 11 de abril a 15 de agosto de 1961, no Beit Ha'am, um teatro comunitário estruturado para servir como um tribunal capaz de acomodar 750 observadores.

### Acusações
As acusações de 1 a 4 foram por crimes contra o povo judeu:
1. Matar judeus, através da deportação sistemática de milhões de judeus para os campos de extermínio, a partir de agosto de 1941.
2. Colocar judeus em condições de vida calculadas para provocar sua destruição física, aprisionando-os em campos de concentração e extermínio.
3. Causar sérios danos corporais ou mentais aos judeus.
4. Impedir nascimentos de judeus, com uma ordem para abortos forçados no gueto de Theresienstadt.
As acusações de 5 a 7 foram por crimes contra a humanidade contra judeus:
5. Emigração forçada de judeus de março de 1938 a outubro de 1941, deportação de judeus em outubro de 1939 durante o Plano Nisko e seu papel na Solução Final.
6. Perseguir judeus por motivos nacionais, religiosos ou políticos.
7. A pilhagem sistemática da propriedade de milhões de judeus. O roubo de propriedade não foi enumerado na lei como um crime contra a humanidade (foi considerado um crime de guerra), mas a promotoria argumentou que se encaixava nos critérios de "qualquer outro ato desumano cometido contra qualquer população civil" conforme estipulado na lei. Como Eichmann fundou o Escritório Central para a Emigração Judaica, que confiscou a propriedade dos judeus deportados, e o tribunal determinou que o objetivo de tal confisco era em parte instilar terror e facilitar a deportação e assassinato de judeus, ele o considerou culpado nesta acusação.
A acusação 8 foi por crimes de guerra, com base no papel de Eichmann na perseguição sistemática e assassinato de judeus no período da Segunda Guerra Mundial.
As acusações de 9 a 12 são relacionadas a crimes contra a humanidade contra não-judeus:
9. Deportações em massa de civis poloneses.
10. Deportações em massa de civis eslovenos.
11. Participação no genocídio cigano pela deportação forçada sistemática do povo cigano. Embora o tribunal não tenha encontrado evidências de que Eichmann sabia que as vítimas ciganas foram enviadas para campos de extermínio, ele o considerou culpado dessa acusação.
12. Participação no massacre de Lídice; ele foi considerado culpado pela deportação de parte da população de Lídice, mas não pelo massacre em si.
As acusações de 13 a 15 acusaram Eichmann de pertencer a organizações inimigas, respectivamente Schutzstaffel der NSDAP (SS), Sicherheitsdienst des Reichsführers-SS (SD) e Geheime Staatspolizei (Gestapo). 
Ele foi considerado culpado em todas as três acusações, porque não apenas provou-se que ele era membro dessas organizações, mas que cometeu os crimes como parte de suas funções.

### Citações
1. ↑  Bazyler & Scheppach 2012, p. 438.
2. ↑  Bazyler & Scheppach 2012, p. 439.
3. ↑  Porat 2019, p. 173.
4. ↑  Porat 2019, p. 174.
5. ↑  Porat 2019, p. 180.
6. ↑  Bazyler et al. 2012, p. 443.
7. ↑  Cesarani 2005, p. 255.
8. ↑  Bazyler & Scheppach 2012, p. 449.
9. ↑  Rogers, Alisdair; Castree, Noel; Kitchin, Rob (2013). «Holocaust». A Dictionary of Human Geography. Oxford, England: Oxford University Press. ISBN 978-0-19-175806-5
10. ↑  Dear, I. C. B.; Foot, M. R. D. (2014). «Final Solution». The Oxford Companion to World War II. Oxford, England: Oxford University Press. ISBN 978-0-19-172760-3
11. ↑  Dear, I. C. B.; Foot, M. R. D. (2014). «Eichmann, Adolf». The Oxford Companion to World War II. Oxford, England: Oxford University Press. ISBN 978-0-19-172760-3
12. ↑  Cesarani 2005, pp. 237–240.
13. ↑  Cane, Peter; Conaghan, Joanne (2009). «Eichmann, Adolf». The New Oxford Companion to Law. [S.l.]: Oxford University Press. ISBN 978-0-19-172726-9
14. 1 2 3  Bazyler & Scheppach 2012, p. 443.
15. 1 2 3 4  Bazyler & Scheppach 2012, pp. 443–444.
16. 1 2  Bazyler & Scheppach 2012, pp. 444–445.
17. ↑  Bazyler & Scheppach 2012, pp. 445–446.
18. 1 2  Bazyler & Scheppach 2012, p. 447.
19. 1 2  Bazyler & Scheppach 2012, p. 446.
20. 1 2  Bazyler & Scheppach 2012, pp. 446–447.

## Ligações Externas
- O Julgamento de Adolf Eichmann: Registro dos Processos.
- O Julgamento de Eichmann, Sessão no. 46 no YouTube.
- " With Me Are Six Million Accusers " um site online que marca o 50º aniversário do Julgamento de Eichmann.
- "O Julgamento de Eichmann: 50 anos depois ": documentos selecionados dos Arquivos do Estado de Israel.
- " Entrevista do promotor de Eichmann: uma conversa com o juiz Gabriel Bach, promotor sênior no julgamento de Adolf Eichmann " por Frank Tuerkheimer, professor da Faculdade de Direito da Universidade de Wisconsin (em inglês).
- "Adolf Eichmann em Israel: Retratos de um criminoso de guerra nazista", life.time.com (em inglês).
- The Devil's Confession: The Lost Eichmann Tapes - Site oficial de um documentário (em inglês)
- "Eichmann e a Consciência Privada", Martha Gellhorn, Revista The Atlantic, fevereiro de 1962 (em inglês).